# Ewa Beach
Ewa Beach és una concentració de població designada pel cens dels Estats Units a l'estat de Hawaii. Segons el cens del 2000 tenia 14.650 habitants.

## Demografia
Segons el cens del 2000, Ewa Beach tenia 14.650 habitants, 3.305 habitatges, i 2.941 famílies La densitat de població era de 3992,84 habitants per km².
Dels 3.305 habitatges en un 37,9% hi vivien nens de menys de 18 anys, en un 65,3% hi vivien parelles casades, en un 17,1% dones solteres, i en un 11,0% no eren unitats familiars. En el 7,5% dels habitatges hi vivien persones soles el 3,1% de les quals corresponia a persones de 65 anys o més que vivien soles. El nombre mitjà de persones vivint en cada habitatge era de 4,39 i el nombre mitjà de persones que vivien en cada família era de 4,47.
Per edats la població es repartia de la següent manera: un 29,2% tenia menys de 18 anys, un 10,3% entre 18 i 24, un 28,2% entre 25 i 44, un 21,5% de 45 a 64 i un 10,8% 65 anys o més.
L'edat mediana era de 32,7 anys. Per cada 100 dones hi havia 100,91 homes. Per cada 100 dones de 18 o més anys hi havia 98,98 homes.
La renda mediana per habitatge era de 57.073 $ i la renda mediana per família de 58.104 $. Els homes tenien una renda mediana de 29.512 $ mentre que les dones 23.839 $. La renda per capita de la població era de 14.807 $. Aproximadament el 8,5% de les famílies i el 9,9% de la població estaven per davall del llindar de pobresa.

## Poblacions més properes
El següent diagrama mostra les poblacions més properes.